# Orahovica (Žepče)
Pour les articles homonymes, voir Orahovica.
Orahovica (en cyrillique : Ораховица) est un village de Bosnie-Herzégovine. Il est situé dans la municipalité de Žepče, dans le canton de Zenica-Doboj et dans la fédération de Bosnie-et-Herzégovine. Selon les premiers résultats du recensement bosnien de 2013, il compte 954 habitants.

## Géographie
Le village est situé à l'est de Žepče, au bord de la rivière Bosna, un affluent de la Save.

## Démographie

### Évolution historique de la population dans la localité
| 1948 | 1953 | 1961 | 1971 | 1981  | 1991  | 2013 |
| ---- | ---- | ---- | ---- | ----- | ----- | ---- |
| -    | -    | 634  | 820  | 1 069 | 1 295 | 954  |

|  |